# 22º Jamboree mondiale dello scautismo
Il 22º Jamboree mondiale dello scautismo si è svolto a Rinkaby, vicino Kristianstad, nel sud della Svezia nel 2011.
Il motto del Jamboree è stato "Semplicemente scautismo" e denota la volontà di progettare un Jamboree partendo da ciò che di meglio lo scautismo può offrire.

## Assegnazione e altre candidature
L'assegnazione del Jamboree alla Svezia si è tenuta durante la 37ª Conferenza dello scautismo mondiale in Tunisia nel 2005. La Svezia è stata preferita con 288 voti a Singapore, Giappone e Australia che hanno ricevuto rispettivamente 221, 152 e 138 voti.

## Partecipazione
Era prevista la partecipazione di più di 38.500 Scout dai 160 paesi membri dell'Organizzazione Mondiale del Movimento Scout. Hanno partecipato anche alcuni contingenti delle associazioni di guide di alcuni paesi. Effettivamente al Jamboree hanno vissuto 40.061 persone.

### Contingente FIS
La Federazione Italiana dello Scautismo ha partecipato all'evento con un contingente di circa 1.300 persone.
- L'AGESCI ha organizzato 30 Reparti di formazione, costituiti da 4 Squadriglie di 9 elementi ciascuna e affidati a 3 Capi e un Assistente ecclesiastico ognuno. Sono stati presenti poi 5 Clan di formazione formati da 16 Rover/Scolte e da 4 Capi, che hanno prestato servizio come membri dell'International Service Team (IST) nei giorni dell'evento.
- Il CNGEI ha organizzato 6 Reparti di formazione da 36 Esploratori/trici e 4 Compagnie con 9 Rover ognuna. A questi si sono aggiunti anche 40 Capi educatori e altre 40 persone che hanno svolto servizio come IST.

## Attività del campo
Le attività del campo si focalizzavano su tre aspetti:
- Incontro
- Natura
- Solidarietà

## Motto
Simply Scouting / Simplement du Scoutisme

## I sottocampi
Ogni città conteneva 6 sotto campi, ciascuno costituito da 2000 scout che svolgevano ogni giorno una diversa attività. Ogni unità che costituiva il sotto campo era composta da 4 squadriglie/pattuglie, composte da 9 ragazzi e un adulto. Le tre città erano:
- Summer
  - Finnerödja
  - Karlstad
  - Smögen
  - Stoccolma
  - Vimmerby
  - Visby
- Winter
  - Jukkasjärvi
  - Kiruna
  - Mora
  - Polcirkeln
  - Åre
  - Örnsköldsvik
- Autumn
  - Bohuslän
  - Hunneberg
  - Kivik
  - Klarälven
  - Sarek
  - Svedala

La città abitata dagli IST e dai Capi di Contingente non aveva sotto campi e ogni partecipante aveva un diverso incarico:
- Spring

## Il Campo e le varie attività
Le cerimonie cui hanno preso parte tutti i partecipanti sono state tre:
- Cerimonia di apertura (28/07/11): fra gli ospiti, Bear Grylls;
- Spettacolo di metà campo (04/08/11): sul tema della natura;
- Cerimonia di chiusura (07/08/11): hanno partecipato il Re di Svezia ed il gruppo musicale Europe.

A turno, ogni reparto ha svolto le seguenti attività:
- Camp in camp: i partecipanti sono stati ospiti in campi estivi svedesi per un giorno e una notte;
- Attività modulari: ampia scelta di attività programmate della durata di mezza giornata:
  - Global Development Village
  - People
  - Quest
  - Earth
  - Dream

Inoltre il 4 agosto è stato dedicato al Cultural festival day: ovvero un giorno nel quale ogni reparto ha mostrato con stand gastronomici, danze, recite e tanto altro gli usi e i costumi del proprio paese di origine. a giro i partecipanti hanno visitato i vari.
L'area Faith and Beliefs ha ospitato l'incontro e la presentazione della varie religioni e fedi presenti al Jamboree.
Vi erano in ogni momento numerose attività spontanee e scambi su tutto il sito del Jamboree.